# Гляциосфера
Гляциосфе́ра — совокупность снежно-ледяных образований на поверхности Земли, самостоятельная компонента глобальной природной системы наряду с сушей, морем, внутренними водами, атмосферой. Представляет собой часть криосферы.

## Описание
Гляциосфера обладает важными специфическими свойствами: наличием воды в твёрдой фазе, замедленным массообменом, высокой отражательной способностью, огромными затратами тепла на фазовые переходы, особым механизмом воздействия на сушу и земную кору.
Теплота фазовых превращений льда достигает 1/3 внешнего теплооборота планеты. Гляциосфера в значительной мере определяет современную широтную зональность, усиливает межширотный обмен воздушных масс, влияет на уровень Мирового океана.
Гляциосфера представляет собой основной объект исследования гляциологии.